# Dez Wells
Dezmine Jamaal Lavonte "Dez" Wells (Raleigh, Carolina del Norte, 15 de abril de 1992) es un jugador de baloncesto estadounidense que pertenece a la plantilla de los Cangrejeros de Santurce de la BSN puertorriqueña. Con 1,96 metros de estatura, juega en la posición de escolta.

## Trayectoria deportiva

### Universidad
Wells comenzó su carrera universitaria en los Musketeers de la Universidad de Xavier, donde jugó una temporada en la que promedió 9,8 puntos, 4,9 rebotes y 1,1 asistencias por partido, siendo incluido en el mejor quinteto de rookies de la Atlantic 10 Conference. Fue expulsado en 2012 después de una violación grave del código de conducta estudiantil, después de que una estudiante alegara que había cometido una agresión sexual. Wells también fue suspendido por la NCAA por estar involucrado en una gran pelea después de un partido contra los Cincinnati Bearcats en diciembre de 2011. Un gran jurado no lo acusó por el asalto, y Wells más tarde demandó a la universidad por falsa acusación. La cuestión se resolvió fuera de los tribunales.
La NCAA renunció a la habitual suspensión por un año en caso de cambiar de universidad, y permitió que Wells eligiera otra esa misma temporada. Fue transferido a los Terrapins de la Universidad de Maryland, donde jugó tres temporadas más, en las que promedió 14,3 puntos, 4,8 rebotes y 2,6 asistencias por partido, siendo incluido en 2014 en el tercer mejor quinteto de la Atlantic Coast Conference, y, al año siguiente, tras cambio de conferencia, fue incluido en el mejor quinteto de la Big Ten Conference por los entrenadores y en el segundo por la prensa especializada.

### Profesional
Tras no ser elegido en el Draft de la NBA de 2015, fue invitado a participar en las Ligas de Verano de la NBA con los Washington Wizards, pero una lesión en el dedo pulgar le impidió participar en las mismas. El 25 de septiembre fichó por Oklahoma City Thunder, pero fue despedido tras jugar un partido de pretemporada. El 3 de noviembre fue adquirido por los Oklahoma City Blue de la NBA D-League como jugador afiliado de los Thunder. Jugó 24 partidos, en los que promedió 12,7 puntos y 2,3 rebotes, hasta que el 31 de marzo de 2016 fue despedido tras sufrir una lesión.
En julio de 2016 firmó con el Tigers Tübingen de la Basketball Bundesliga, pero no consiguió pasar el reconocimiento médico. Ya en septiembre firmó contrato con el Doxa Lefkadas B.C. griego, pero tras nueve partidos, en los que promedió 16,8 puntos y 3,2 rebotes, dejó el equipo. El 18 de enero de 2017 volvió a ser contratado por los Oklahoma City Blue.